# Rai Italia Radio
Rai Italia Radio (precedentemente conosciuta come Satelradio e quindi come Rai Internazionale Radio) è stato il canale della Rai che trasmetteva i programmi radiofonici italiani all'estero. Il canale era diretto dalla struttura Rai Internazionale (già Rai International) e faceva parte del bouquet di Radio Rai.
Tutti i giorni, 24 ore su 24, Rai Italia Radio trasmetteva il meglio di Rai Radio 1, Rai Radio 2, Rai Radio 3 e programmi autoprodotti, tra i quali lo storico Notturno Italiano e il Taccuino Italiano.
Ha terminato le trasmissioni, con la chiusura di Rai Internazionale, alla mezzanotte tra il 31 dicembre 2011 e il 1º gennaio 2012.

## Storia

### I primi anni e la Seconda Guerra Mondiale
La RAI iniziò le proprie trasmissioni internazionali con il nome di Radio Roma il 1º luglio 1930 in onde corte dal Centro Radio Imperiale di Prato Smeraldo, la cui costruzione fu supervisionata da Guglielmo Marconi. Nel 1934 il centro venne potenziato con l'aggiunta di due antenne a onde corte e nello stesso anno iniziarono le prime trasmissioni per l'America del Nord in italiano ed in inglese.
Nel 1935 i programmi di Radio Roma furono diffusi anche nell'America meridionale (in italiano, spagnolo e in portoghese) e nel bacino del Mediterraneo in lingua italiana. Nel giro di pochi anni il palinsesto si arricchì con programmi rivolti alle varie zone della Terra, sia in italiano (nel 1936 per l'Africa Orientale e nel 1937 nel resto del mondo) che in altre lingue: vennero irradiati notiziari in varie lingue europee e asiatiche oltre ad amarico ed esperanto.
Nel 1939, con lo scoppio della seconda guerra mondiale, le trasmissioni ad onde corte furono utilizzate anche per operazioni militari; intanto il centro di Prato Smeraldo era stato potenziato con altre sei antenne, divenendo uno dei più potenti trasmettitori d'Europa. In questo periodo, la programmazione di Radio Roma (nata inizialmente per raggiungere gli emigranti italiani all'estero) viene sfruttata dal regime fascista con scopi propagandistici; le trasmissioni proseguirono con questo intento fino all'armistizio dell'8 settembre 1943, in seguito al quale fu imposta all'Italia la sospensione delle trasmissioni radiofoniche in onda corta. Per un periodo, comunque, alcune trasmissioni vennero irradiate da Busto Arsizio, nel territorio della Repubblica Sociale Italiana, sfruittando le apparecchiature appositamente trasferite da Prato Smeraldo.

### Il dopoguerra
Radio Roma riprende a trasmettere dopo il conflitto mondiale: il 3 settembre 1946 vennero infatti ripristinate le trasmissioni in onda corta per l'Europa e le Americhe in italiano, inglese, francese, spagnolo e portoghese. L'elenco di lingue si arricchì negli anni immediatamente successivi con l'aggiunta di altre lingue europee e della lingua araba, in cui venivano irradiate alcune trasmissioni dall'antenna di Radio Bari nel 1947.
Il 1948 fu un anno rilevante per le trasmissioni per l'estero, la cui gestione tecnica fu affidata alla RAI con il Decreto Legislativo nº 1132 del 7 maggio; in questa data fu inoltre stipulata la convenzione tra RAI e Governo per la ricostruzione del centro ad Onde Corte di Prato Smeraldo. Nel 1949 la rete infrastrutturale venne ampliata con la costruzione del trasmettitore di Caltanissetta, con l'obbiettivo di diffondere il segnale nell'Africa settentrionale e nel bacino del Mediterraneo; nel frattempo il palinsesto venne ampliato ulteriormente con l'introduzione di trasmissioni in più di trenta lingue rivolte a 52 paesi europei ed extra-europei; il palinsesto prevedeva anche dei notiziari a cadenza quindicinale in inglese e francese dedicati ai problemi della NATO e dell'Unità europea, iniziando dal 1º luglio 1952 a trasmettere anche in orario notturno con la storica trasmissione Notturno dall'Italia.

### Gli anni '60 e '70: la riorganizzazione delle trasmissioni da parte della RAI
Il 30 marzo 1962 venne stipulato un accordo tra la RAI e la Presidenza del Consiglio dei Ministri, in base al quale la gestione delle trasmissioni per l'estero e dei notiziari in onde corte fu affidata alla RAI (che già era stata incaricata della gestione tecnica nel 1948). A seguito di questa convenzione, i programmi di Radio Roma vennero riorganizzati con la soppressione delle trasmissioni nelle lingue asiatiche nel 1964 (ad eccezione dell'arabo), mentre nel 1965 vennero sospesi i programmi in lituano e ridotti quelli in alcune lingue dell'Europa orientale e in esperanto. Anche le trasmissioni in inglese e francese dedicati all'unità Europea ed alla NATO furono soppressi, mentre vennero introdotti nel 1962 i notiziari in inglese, francese e tedesco all'interno del Notturno dall'Italia.
Gli anni tra il 1967 e il 1975 sono caratterizzati da una serie di iniziative del Governo volte a potenziare l'offerta radiofonica rivolta agli italiani residenti all'estero. Fu in questo contesto che vennero ideati nel 1968 alcuni programmi divenuti celebri come i notiziari Qui Italia e Un giorno in Italia, notiziari in lingua italiana rivolti ai cittadini italiani residenti rispettivamente in Europa ed in America del Nord; nel 1975 il Notturno dall'Italia fu riorganizzato nel Notturno Italiano, mentre nel 1978 fu irradiato per la prima volta il Giornale dall'Italia. Nel frattempo, nel 1970, la RAI si accordò con il Ministero degli Esteri ed il Consiglio dei Ministri per il potenziamento del Centro di Prato Smeraldo.

### Gli anni '90: RAI International e la nascita di Satelradio
Nel 1995 venne fondata Rai International, la direzione della Rai dedita alla programmazione radiofonica e televisiva per l'estero; da questo momento Rai Italia Radio passò sotto l'egida di questo nuovo ente, il cui nome venne usato anche per l'identificazione del canale radiofonico. Nello stesso anno, la diffusione dei programmi in onde corte venne potenziata con l'installazione di due ripetitori a Singapore e nell'isola di Ascension, destinati a raggiungere le zone più lontane del mondo come l'Oceania e l'America del Sud, caratterizzate da una nutrita percentuale di cittadini italiani. Nel frattempo, Rai International iniziò ad essere trasmesso anche via satellite ripetendo alcuni programmi già trasmessi in onde corte, tra cui il Notturno italiano, Un'ora con voi (introdotto proprio nel 1995) e alcuni notiziari multilingue.
Nel 1996 l'offerta radiofonica crebbe ulteriormente: nacque infatti Satelradio, un secondo canale satellitare che proponeva il meglio della programmazione di Radio 1, Radio 2, Radio 3 e del canale multilingue di Rai International, destinato inizialmente all'Europa ed al bacino del Mediterraneo e successivamente diffusa in tutto il mondo. Nel palinsesto di Satelradio venne introdotto un nuovo programma, Taccuino italiano, un rotocalco quotidiano per gli italiani all'estero destinato a diventare uno dei programmi di punta di Rai Italia Radio.
A fine decennio, Rai International offriva 11.600 ore di trasmissione radiofonica all'anno (tra trasmissioni satellitari e in onda corta e media); di queste, circa la metà era utilizzata per programmi che fornissero quotidianamente una finestra informativa sull'Italia. Le notizie venivano curate da due redazioni giornalistiche, responsabili rispettivamente delle informazioni della fascia oraria giornaliera (dalle 10 alle 23) e notturna (dalle 23 alle 6 del giorno successivo).

### Gli anni 2000: la chiusura del canale multilingue e l'abbandono delle onde corte
Nel nuovo millennio, Rai International approfittò dell'avvento di internet per ampliare la propria offerta e diffondere in streaming i programmi già trasmessi via satellite su Satelradio; in questo modo, era possibile ascoltare la voce italiana nel mondo attraverso la modulazione di ampiezza (principalmente in onde corte), il satellite ed internet. Nel luglio del 2007, tuttavia, una convenzione tra la RAI e il Consiglio dei Ministri sancì la fine delle trasmissioni in onde corte della Rai, decretando in questo modo la fine del canale multilingue che avvenne il 30 settembre dello stesso anno. Tale decisione comportò anche la chiusura del Centro di Prato Smeraldo (a quattro anni di distanza dallo spegnimento del Antenna RAI di Caltanissetta, il quale comportò la cessazione delle trasmissioni in onda corta di Radio 1, fino ad allora ascoltabile sui 6060 kHz e sui 9515 kHz, e di Radio 2, in onda sui 7175 kHz).
Da quella data le trasmissioni proseguirono esclusivamente via satellite e su internet con i programmi di Satelradio, esclusivamente in italiano ad eccezione dei brevi notiziari in inglese, francese e tedesco (quest'ultimo poi dismesso) all'interno del Notturno italiano; quest'ultimo fu anche l'unico programma a sopravvivere in modulazione di ampiezza, continuando ad essere trasmesso sulle frequenze di Roma (1107 kHz), Milano (900 kHz) e Napoli-Marcianise (657 kHz), oltre che sul 4º canale della filodiffusione. Inizialmente venne previsto un ripristino delle trasmissioni in spagnolo all'interno del Notturno Italiano, a parziale compensazione della soppressione delle trasmissioni in tale lingua, ma il progetto non si concretizzò.
La decisione di cessare le trasmissioni in onda corta ricevette diverse critiche, soprattutto in virtù del fatto che esse rappresentavano l'unico mezzo in grado di diffondere con una certa affidabilità la voce italiana nelle zone del mondo più disagiate come l'Africa e l'America Latina e in quelle soggette a censura e private di un accesso libero ad internet e telefonia; vi fu poi chi, come il giornalista del Corriere della Sera Ernesto Galli della Loggia, fece notare che la Rai privava in questo modo l'Italia (peraltro patria dell'inventore della radio Guglielmo Marconi) della propria voce nel mondo, fino ad allora udibile a fianco di organi rilevanti come BBC World, Voice of America o Radio France Internationale.

### La fine
Rai Italia Radio continuò a trasmettere senza interruzioni fino al 2011, anno in cui venne decisa (nel mese di dicembre) la chiusura di Rai International. La decisione iniziò a maturare nei primi mesi del 2011, a seguito del taglio del 70% dei fondi destinati alla RAI decretato dal ministro dei beni e delle attività culturali Sandro Bondi - quantificabili in 85 milioni di euro - e del taglio del contributo di 20 milioni di euro da parte del Ministero degli Esteri.
Benché poco pubblicizzata dai media televisivi, la vicenda ebbe ampio risalto sui principali quotidiani (come la Repubblica, Il Messaggero e Il Fatto Quotidiano), sia per il destino dei dipendenti di Rai International, sia per gli italiani residenti all'estero. Particolare attenzione venne rivolta al Notturno Italiano, la trasmissione più longeva della Rai in onda ogni notte dal 1952, considerata peraltro l'unica vera vetrina sulla musica italiana edita esclusivamente su 78 giri.
Numerose furono le iniziative volte a salvare il Notturno Italiano e Rai Italia Radio: oltre al sostegno di volti noti dello spettacolo (come Fiorella Mannoia, Simone Cristicchi, Fabio Frizzi e Paola Turci) e di vari appassionati che si appellarono via e-mail contro la chiusura del canale, il 23 novembre gli stessi impiegati di Rai International rivolsero una lettera al Presidente del Consiglio dei Ministri, Mario Monti, per chiedere la rinegoziazione della convenzione tra la Rai e il governo italiano per la produzione dei programmi per l'estero, auspicando per essi quel compito di comunicazione del ruolo dell'Italia nel mondo in linea con le dichiarazioni dello stesso Monti.
Tuttavia nessun provvedimento venne intrapreso dal governo per salvare Rai Internazionale, nonostante numerose assemblee e uno sciopero indetto dal personale della Rai per il 22 dicembre. Fino all'ultimo, comunque, vennero fatti diversi tentativi da parte degli addetti ai lavori volti a sensibilizzare l'opinione pubblica e a mantenere in vita l'emittente radiofonica (ne è un esempio la pagina Facebook del Notturno Italiano, dove lo staff raccoglieva articoli in difesa del programma e invitava gli ascoltatori a inviare il proprio appello contro la chiusura della trasmissione).
A seguito delle decisioni di cui sopra, Rai Italia Radio cessò le proprie trasmissioni alla mezzanotte tra il 31 dicembre 2011 e il 1º gennaio 2012; da allora l'Italia è uno dei pochi paesi europei che non prevedono una specifica programmazione radiofonica per i cittadini residenti all'estero. Solo i canali televisivi di Rai International, infatti, sono stati mantenuti in vita attraverso la società Rai Com, mentre i soli canali radiofonici Rai fruibili all'estero, in streaming e via satellite, sono gli stessi udibili sul territorio italiano (sebbene siano pensati per un pubblico residente in Italia). Nella fascia oraria tra le 0:00 e le 6:00, sulle frequenze in onde medie usate in passato per il Notturno Italiano, fino alla mezzanotte tra il 10 e l'11 settembre 2022 veniva trasmessa Radio 1, irradiata sui 900 kHz di Milano e sui 1107 kHz di Roma (i 657 kHz di Napoli erano stati invece disattivati nel 2012 a seguito della demolizione dell'impianto di trasmissione di Marcianise).